# 托爾卡曼縣
托爾卡曼县（波斯語：‎），曾稱為托爾卡曼港县（波斯語：‎）是位於伊朗戈勒斯坦省的一个县。县治是托爾卡曼港。根据2006年的人口统计，此县的人口为122,218人，共25,295户。托爾卡曼縣由中央區、托爾卡曼港以及Siminshahr组成。